# Anastasija Grigorjeva
Anastasija Grigorjeva (* 12. Mai 1990 in Daugavpils) ist eine russischstämmige lettische Ringerin. Sie wurde 2010 Europameisterin in der Gewichtsklasse bis 55 kg Körpergewicht.

## Werdegang
Anastasija Grigorjeva begann im Jahre 2004 mit dem Ringen. Sie ist Mitglied des Sportvereins SB BJSS Daugavpils. Ab 2004 wurde bzw. wird sie von Ljubow Kopilowa und seit 2007 von Sergejs Kursitis trainiert. Sie ist Studentin. Bei einer Größe von 1,70 Metern startete sie zunächst in der Gewichtsklasse bis 59 kg, trainierte aber bei vielen Wettkämpfen in die Gewichtsklasse bis 55 kg ab. Seit 2012 startet sie nunmehr in der Gewichtsklasse bis 63 kg.
Seit dem Jahre 2006 startete Anastasija Grigorjeva im Juniorenbereich sehr erfolgreich bei vielen internationalen Meisterschaften, wenngleich sie bei ihrer ersten Teilnahme bei einer solchen Meisterschaft, der Junioren-Europameisterschaft (Cadets) 2006 nur den 15. und letzten Platz ihrer Gewichtsklasse belegte. Bereits 2007 wurde sie in Warschau Vize-Junioreneuropameisterin (Cadets) in der Gewichtsklasse bis 56 kg hinter Maria Gurowa aus Russland. 2008 wurde sie in Košice sogar Junioren-Europameisterin in der Gewichtsklasse bis 55 kg. 2009 belegte sie dann sowohl bei der Junioren-Europameisterschaft in Tiflis als auch bei der Junioren-Weltmeisterschaft in Ankara den 2. Platz in der Gewichtsklasse bis 55 kg. In Tiflis blieb sie hinter Maria Gurowa und in Ankara hinter Julia Blahinja aus der Ukraine. 2010 kam sie bei der Junioren-Europameisterschaft in Samokow/Bulgarien hinter Julia Blahinja und Hafize Sahin aus der Türkei auf den 3. Platz. Ihre Juniorenzeit beendete sie dann so schlecht, wie sie begann, nämlich mit einem 15. Platz bei der Junioren-Weltmeisterschaft 2010 in Budapest, weil sie dort gleich ihren ersten Kampf gegen Katarzyna Krawczyk aus Polen verlor.
Schon während ihrer Juniorenzeit startete Anastasija Grigorjeva auch in der Damenkonkurrenz bei internationalen Meisterschaften. Dabei gelang ihr im Jahr 2010 ein großer Erfolg, denn sie holte sich bei der Europameisterschaft in Baku in der Gewichtsklasse bis 55 kg mit Siegen über Agata Pietrzyk, Polen, Katerina Dombrowska, Aserbaidschan, Delek Atakol, Türkei und über die ehemalige Welt- und Europameisterin Natalja Golz aus Russland, die sie nach hartem Kampf mit 2:1 Runden und 8:6 Punkten bezwang, den Titel.
Ein weiterer großer Erfolg gelang ihr bei der Europameisterschaft 2012 in Belgrad, denn sie belegte dort in der Gewichtsklasse bis 59 kg hinter Hanna Wassylenko aus der Ukraine, aber vor Sona Ahmadli aus Aserbaidschan und Ludmila Cristea aus Moldawien den 2. Platz.
Im April 2012 unternahm Anastasija Grigorjeva in Helsinki in der Gewichtsklasse bis 55 kg den Versuch, sich für die Olympischen Spiele in London zu qualifizieren. Geschwächt durch das Abtrainieren gelang ihr dies mit einem 5. Platz nicht. Daraufhin unternahm sie im Mai 2012 in Helsinki noch einen Versuch, sich in der Gewichtsklasse bis 63 kg zu qualifizieren. Dies gelang ihr mit einem 2. Platz hinter Monika Ewa Michalik aus Polen, vor Agoro Papavasiliou, Griechenland und Aline Focken aus Deutschland. Sie war deshalb bei den Olympischen Spielen in London am Start. In London gewann sie ihren ersten Kampf gegen Elena Piroschkowa, Vereinigte Staaten, verlor dann aber ihren nächsten Kampf gegen Sorondsonboldyn Battsetseg aus der Mongolei. Da diese das Finale nicht erreichte, schied sie aus und kam auf den 9. Platz.
2013 und 2014 wurde sie zur lettischen Sportlerin des Jahres gewählt.

## Internationale Erfolge
| Jahr | Platz | Wettbewerb                                      | Gewichtsklasse | Ergebnisse |
| ---- | ----- | ----------------------------------------------- | -------------- | --- |
| 2006 | 1.    | Nordische Juniorenmeisterschaft                 | bis 56 kg      | vor Aili Kjoelas Saeverud und Linn Svebakken, beide Norwegen                                                                |
| 2006 | 15.   | Junioren-EM (Cadets)                            | bis 56 kg      | Siegerin: Maria Gurowa, Russland vor Irina Chariw, Ukraine                                                                  |
| 2007 | 2.    | Junioren-EM (Cadets) in Warschau                | bis 56 kg      | hinter Henna Johansson, Schweden, vor Julia Balhinja, Ukraine und Lisa Blikeng, Norwegen                                    |
| 2008 | 11.   | Großer Preis von Deutschland in Dormagen        | bis 59 kg      | Siegerin: Johanna Mattsson, Schweden vor Alena Filipawa, Belarus                                                            |
| 2008 | 1.    | Junioren-EM in Košice                           | bis 55 kg      | vor Emese Barka, Ungarn, Olga Narepecka, Ukraine und Katarzyna Krawczyk, Polen                                              |
| 2008 | 5.    | Junioren-WM in Istanbul                         | bis 55 kg      | hinter Emriye Musta, Türkei, Irina Kisel, Russland, Akiko Schimizu, Japan und Enchbajaryn Tsewegmid, Mongolei               |
| 2009 | 8.    | EM in Vilnius                                   | bis 59 kg      | nach einem Sieg über Sona Ahmadli, Aserbaidschan und einer Niederlage gegen Ludmila Cristea, Moldawien                      |
| 2009 | 2.    | Junioren-EM in Tiflis                           | bis 55 kg      | hinter Maria Gurowa, vor Katarzyna Krawczyk und Julia Blahinja                                                              |
| 2009 | 2.    | Junioren-WM in Ankara                           | bis 55 kg      | hinter Julia Blahinja, vor Renata Omilusik, Polen und Marwa Amri, Tunesien                                                  |
| 2009 | 21.   | WM in Herning/Dänemark                          | bis 59 kg      | nach einer Niederlage gegen Marianna Sastin, Ungarn                                                                         |
| 2010 | 7.    | Klippan-Lady-Open                               | bis 59 kg      | Siegerin: Marianna Sastin vor Takako Saito, Japan                                                                           |
| 2010 | 1.    | EM in Baku                                      | bis 55 kg      | nach Siegen über Agata Pietrzyk, Polen, Katerina Dombrowska, Aserbaidschan, Dilek Atakol, Türkei und Natalja Golz, Russland |
| 2010 | 3.    | Junioren-EM in Samokow/Bulgarien                | bis 55 kg      | hinter Julia Blahinja und Hafize Sahin, Türkei                                                                              |
| 2010 | 7.    | Golden-Grand-Prix in Baku                       | bis 55 kg      | Siegerin: Natalja Sinischin, Ukraine vor Aiym Abdildina, Kasachstan                                                         |
| 2010 | 15.   | Junioren-WM in Budapest                         | bis 55 kg      | nach einer Niederlage gegen Katarzyna Krawczyk                                                                              |
| 2011 | 1.    | „Yasar-Dogu“-Memorial in Istanbul               | bis 59 kg      | vor Hatun Muhcu, Türkei und Julia Ratkewitsch, Aserbaidschan                                                                |
| 2011 | 3.    | Klippan-Lady-Open                               | bis 59 kg      | hinter Julia Ratkewitsch und Gabrielle Sleisz, Ungarn                                                                       |
| 2011 | 7.    | EM in Dortmund                                  | bis 59 kg      | nach einem Sieg über Salina Sidkowa, Belarus und einer Niederlage gegen Hanna Wassylenko, Ukraine                           |
| 2011 | 1.    | Torneo Citta a Sassari                          | bis 59 kg      | vor Berta Rodriguez Toledano, Spanien und Tracy Connell, Schottland                                                         |
| 2011 | 3.    | Austrian-Lady-Open in Götzis                    | bis 59 kg      | hinter Olga Butkewitsch, Großbritannien und Michelle Fazzari, Kanada                                                        |
| 2011 | 1.    | Großer Preis von Deutschland in Dormagen        | bis 59 kg      | vor Fabienne Wittenwiler, Schweiz und Marzena Michalik, Polen                                                               |
| 2011 | 15.   | WM in Istanbul                                  | bis 55 kg      | nach einem Sieg über Ana Maria Pavăl, Rumänien und einer Niederlage gegen Julia Ratkewitsch                                 |
| 2011 | 1.    | Helsinki-Open                                   | bis 59 kg      | vor Johanna Kikkas, Estland und Milja-Maria Syväterä, Finnland                                                              |
| 2012 | 2.    | Golden-Grand-Prix in Krasnojarsk                | bis 59 kg      | hinter Anna Polownewa, Russland, vor Hanna Wassylenko und Tungalagiin Mönchtujaa, Mongolei                                  |
| 2012 | 3.    | Golden-Grand-Prix in Klippan                    | bis 59 kg      | hinter Yui Sakano, Japan und Ida-Theres Nerell, Schweden                                                                    |
| 2012 | 2.    | EM in Belgrad                                   | bis 59 kg      | hinter Hanna Wassylenko, vor Sona Ahmadli und Ludmila Cristea                                                               |
| 2012 | 5.    | Olympia-Qualif.-Turnier in Sofia                | bis 55 kg      | hinter Julia Ratkewitsch, Maria Prevolaraki, Griechenland, Ludmila Cristea und Anna Gomis, Frankreich                       |
| 2012 | 2.    | Olympia-Qualif.-Turnier in Helsinki             | bis 63 kg      | hinter Monika Ewa Michalik, Polen, vor Agoro Papavasiliou, Griechenland und Aline Focken, Deutschland                       |
| 2012 | 1.    | Poland-Open in Ratiborz                         | bis 63 kg      | vor Anastasija Huchok, Belarus, Paulina Grabowska, Polen und Marianna Sastin                                                |
| 2012 | 9.    | OS in London                                    | bis 63 kg      | nach einem Sieg über Elena Piroschkowa, USA und einer Niederlage gegen Sorondsonboldyn Battsetseg, Mongolei                 |
| 2012 | 1.    | Golden-Grand-Prix in Baku                       | bis 63 kg      | vor Julia Ostaptschuk, Ukraine, Yurika Ito, Japan und Inna Traschukowa, Russland                                            |
| 2013 | 1.    | „Iwan-Yarigin“-Golden-Grand-Prix in Krasnojarsk | bis 63 kg      | vor Rio Watari, Japan, Inna Traschukowa und Sorondsonboldyn Battsetseg                                                      |
| 2013 | 1.    | „Alexander-Medwed“-Preis in Minsk               | bis 63 kg      | vor Maria Mamaschuk, Belarus, Hanna Beljajewa, Aserbaidschan und Anastasija Huchok, Belarus                                 |

## Erläuterungen
- alle Wettbewerbe im freien Stil
- OS = Olympische Spiele, WM = Weltmeisterschaft, EM = Europameisterschaft